# Kärrbo, Västerås
Kärrbo är en kyrkby kring Kärrbo kyrka i Kärrbo socken i Västerås kommun i Västmanland.